# Neuhausen (Holzheim)
Neuhausen ist ein Ortsteil der Gemeinde Holzheim im schwäbischen Landkreis Neu-Ulm in Bayern.

## Geographische Lage
Das Dorf Neuhausen liegt einen Kilometer westlich des Hauptortes.

## Geschichte
Am 1. Juli 1970 wurde die bisher selbstständige Gemeinde Neuhausen nach Holzheim eingegliedert.

## Sehenswürdigkeiten
- Burgruine Neuhausen

Weitere denkmalgeschützte Objekte gibt es in Neuhausen nicht.